# Pallulaspis quercus
Pallulaspis quercus är en insektsart som beskrevs av Takahashi 1957. Pallulaspis quercus ingår i släktet Pallulaspis och familjen pansarsköldlöss. Inga underarter finns listade i Catalogue of Life.